# 秦女行
《秦女行》是曾季狸作品。
《秦女行》是描述靖康之禍以後, 有一女子自稱為金人所掠，自称秦学士女，曾題詩“眼前虽有还乡路，马上曾无放我情。”。後來曾季狸讀罷蔡琰《胡笳十八拍》時，感觸良深，遂作秦女行。元朝人宋无有《秦少游女》一诗载於《啽呓集》，與《秦女行》有類似之處。